# Селма (Алабама)
Се́лма (англ. Selma) — город в США, в центральной части штата Алабама, центр округа Даллас.
Город расположен на реке Алабама. Центр сельскохозяйственного района (хлопок, животноводство, выращивание орехов пекан). Речной порт. Во время Гражданской войны здесь выпускались тонны боеприпасов, военные корабли Конфедерации. Подразделения армии северян во главе с генералом Дж. Уилсоном разрушили военный арсенал и фабрики, спалив почти весь город.
Среди достопримечательностей — заброшенная столица Алабамы Кахаба (1820—1826) в пригороде. В марте 1965 года именно из Селмы начинались марши на столицу штата — город Монтгомери, ставшие важной частью кампании за регистрацию избирателей-негров, начатой Мартином Л. Кингом.